# Municipio de Seven Hickory
El municipio de Seven Hickory (en inglés: Seven Hickory Township) es un municipio ubicado en el condado de Coles en el estado estadounidense de Illinois. En el año 2010 tenía una población de 286 habitantes y una densidad poblacional de 2,12 personas por km².

## Geografía
El municipio de Seven Hickory se encuentra ubicado en las coordenadas 39°35′12″N 88°11′37″O / 39.58667, -88.19361. Según la Oficina del Censo de los Estados Unidos, el municipio tiene una superficie total de 134.85 km², de la cual 134,85 km² corresponden a tierra firme y (0 %) 0 km² es agua.

## Demografía
Según el censo de 2010, había 286 personas residiendo en el municipio de Seven Hickory. La densidad de población era de 2,12 hab./km². De los 286 habitantes, el municipio de Seven Hickory estaba compuesto por el 99,3 % blancos, el 0,35 % eran asiáticos y el 0,35 % eran de una mezcla de razas. Del total de la población el 0 % eran hispanos o latinos de cualquier raza.